# Masaki Okada
 (octobre 2020).
Si vous disposez d'ouvrages ou d'articles de référence ou si vous connaissez des sites web de qualité traitant du thème abordé ici, merci de compléter l'article en donnant les références utiles à sa vérifiabilité et en les liant à la section « Notes et références ».
Pour les articles homonymes, voir Masaki (homonymie).
Masaki Okada (岡田 将生, Okada Masaki), né le 15 août 1989 dans le quartier de Shibuya, à Tokyo, au Japon, est un acteur et mannequin japonais.

## Biographie
Masaki Okada était en deuxième année de lycée lorsqu'on lui proposa de commencer une carrière de mannequin, mais il refusa car il était très pris par son club de basket. Il entre cependant dans le monde du divertissement à l'âge de dix-sept ans.
En 2007, il est repéré pour jouer dans le drama Hanazakari no Kimitachi e. L'année suivante, on le voit apparaître dans Kōshōnin, mais surtout dans Fukidemono to Imoto, où il tient son premier rôle principal. Masaki Okada devient la révélation de l'année. Entre l'hiver 2008 et 2009, le jeune acteur enchaîne cinq films dans lesquels il tient un rôle majeur (Half Way, Honokaa Boy, Boku no Hatsukoi wo Kimi ni Sasagu, Juryoku Pierrot et Maho Tsukai ni Taisetsu na Koto). Il continue sur sa lancée avec le drama Otomen, où il obtient une fois de plus le premier rôle (celui de Masamune Asuka).
Fin 2009, Okada décide d'abandonner ses études à l'université afin de se consacrer à plein temps à sa carrière professionnelle.

## Filmographie

### Films
- 2007 : Ahiru to Kamo no Coin Locker
- 2007 : ROBO☆ROCK
- 2007 : Tennen Kokekko
- 2008 : Maho Tsukai ni Taisetsu na Koto
- 2009 : Boku no Hatsukoi wo Kimi ni Sasagu (en) (I Give My First Love to You)
- 2009 : Half Way
- 2009 : Honokaa Boy de Atsushi Sanada (ja) : Leo
- 2009 : A Pierrot de Jun'ichi Mori (ja) : Haru Okuno
- 2010 : Villain de Lee Sang-il : Keigo Masuo
- 2010 : Confessions de Tetsuya Nakashima
- 2010 : Matataki (en) (Piecing me back together)
- 2010 : Raiou
- 2011 : Antoki no Inochi (Life Back Then) (en)
- 2011 : Princess Toyotomi
- 2011 : Young Black Jack
- 2012 : Himitsu no Akko-chan
- 2012 : Space Brothers
- 2013 : ATARU The First Love & The Last Kill
- 2013 : Kiyoku Yawaku (en) (Beyond the Memories)
- 2013 : Shazai no Ousama (The Apology King)
- 2013 : Shijukunichi no Recipe (Mourning Recipe)
- 2013 : ō ! Fāzā (Oh! Father)
- 2014 : Idai Naru, Shurarabon (The Great Shu Ra Ra Boom)
- 2015 : Eipuriru furuzu (en) (April Fools)
- 2015 : Sutoreiyāzu kuronikuru (en) (Stayer's Chronicle)
- 2016 : Himitsu Top Secret
- 2016 :  Nanimono (en) (Somebody)
- 2017 : Gintama : Kotaro Katsura
- 2017 : JoJo's Bizarre Adventure
- 2018 : Gintama 2 : Kotaro Katsura
- 2018 : Kazoku no Hanashi (Family Story)
- 2019 : Sora no Resutoran (Restaurant From The Sky)
- 2020 : Sankaku Mado no Sotogawa wa Yoru (The Night Beyond the Tricornered Window)
- 2021 : Drive My Car
- 2021 : Cube (CUBE 一度入ったら、最後, CUBE ichido haittara, saigo?) de Yasuhiko Shimizu (ja) : Shinji Ochi

### Dramas
- 2006 : Seishun Energy Mo Hitotsu no Sugar & Spice (Fuji TV)
- 2007 : Hanazakari no Kimitachi e (Fuji TV)
- 2007 : Seito Shokun ! (TV Asahi)
- 2008 : Taiyo To Umi No Kyoshitsu (Fuji TV)
- 2008 : Fukidemono to Imoto (TV Asahi)
- 2008 : Koshonin (TV Asahi, épisode 5)
- 2009 : Otomen (Fuji TV)
- 2010 : Ogon no Buta (NTV)
- 2010 : Wagaya no Rekishi (Fuji TV)
- 2010 : Ogon no Buta (NTV)
- 2011 : Aishiteru ~ Kizuna ~ (NTV)
- 2011 : Young Black Jack (NTV)
- 2012 : Mirai Nikki (Fuji TV)
- 2012 : Taira no Kiyomori (NHK)
- 2012 : Seinaru Kaibutsutachi (TV Asahi)
- 2012 : Hontouni atta kowai hanashi (Fuji TV)
- 2013 : Legal High 2 (Fuji TV)
- 2013 : ST Keishichou Kagaku Tokusouhan (NTV)
- 2014 : ST MPD Scientific Investigation Squad (NTV)
- 2015 : Fuben na Benriya (TV Tokyo)
- 2015 : Okitegami Kyōko no Bibōroku (en) (The Memorandum of Kyoko Okitegami) (NTV)
- 2016 : Yutori desuga Nanika? (We're Millennials Got a Problem?) (NTV)
- 2017 : Byplayers (ep. 11, 12) (TV Tokyo)
- 2017 : Chiisana Kyojin (Little Giants) (TBS)
- 2017 : Meishi Game (Wowow)
- 2017 : The Many Faces of Ito (TBS)
- 2018 : The Supporting Actors 2 (TV Tokyo)
- 2018 : Showa Genroku Rakugo Shinju (NHK G)
- 2019 : Natsuzora (en) (NHK)

### Téléfilms
- 2011 : Yangu Burakku Jakku (NTV)
- 2011 : Kizuna (NTV)
- 2012 :  Honto ni Atta Kowai Hanashi 2012 (Fuji TV)
- 2013 : ATARU Supesharu - New York kara no Chousenjou (TBS)
- 2013 :  ST Keishicho Kagaku Tokusou Han (NTV)
- 2013 : Chicken Race (WOWOW)

## Distinctions

### Récompenses
- 2009 : Nikkan Sports Film Awards « Best Newcomer », pour ses cinq films tournés entre 2008 et 2009
- 2009 : Hochi Film Awards du « meilleur nouvel acteur », pour sa performance dans Honokaa Boy
- 2009 : Blue Ribbon Award du meilleur nouvel acteur pour Honokaa Boy et Juryoku Pierrot

### Nominations
- 2011 : meilleur espoir masculin pour ses performances dans Villain aux Japan Academy Prize
- 2011 : meilleur espoir masculin pour ses performances dans Confessions aux Japan Academy Prize